# 帕绍大学
帕紹大學（德語：Universität Passau）是一所位於德國下巴伐利亞地區帕紹市的公立研究型大學，建立於1973年，是德國最年輕的大學之一。其前身為天主教研究學院，距今已有數百年歷史。目前約有13000名學生分別在四個學院、39個不同的學士和研究生學位就讀。
帕紹大學連續多年在泰晤士高等教育世界大學排名中被評為全球最佳250所大學之一，在德國新興大學中名列第二，在法律、商學、資訊工程、及跨文化研究等領域享有盛名。

## 歷史
1973年1月1日，巴伐利亞邦議會（Bayerischer Landtag）決議成立帕紹大學。但是，帕紹大學前身可以追溯到1622年。當時天主教研究學院併入了由利奧波德五世（Fürst Leopold V.）於1612年創立的一所高中。經過長期發展後，於1923年成為一所哲學神學院。1969年，市議會發起決議，以原先神學院為基礎，建立一所大學。1978年8月1日起，帕紹哲學神學院併入新成立的帕紹大學天主教神學學院，並於同年冬季學期開始招生。

## 學院與科系
目前帕紹大學擁有四個學院：法學院、文學院、商學院、電腦科學及數學學院。教學特色為重視國際化、跨領域及實踐導向。此外，帕紹大學的語言中心提供德文、法文、西班牙文、義大利文、葡萄牙文、捷克文、俄文、泰文、越南文、中文等14種語言的課程，在某些科系中，外語是必修科目，使學生們可以獲得與主修學科相關的外語能力，如法律、經濟、文化等。

### 學士學程
- 企業管理與經濟學（Business Administration and Economics）
- 歐洲研究（European Studies）
- 公共政策與政治學（Governance and Public Policy ）
- 歷史學（Historical Sciences）
- 新聞及傳播學（Media and Communication）
- 教育學（Education）
- 法律（Law）
- 國際文化與經濟（International Cultural and Business Studies）
- 資訊管理（Wirtschaftsinformatik, Information Systems）
- 資訊工程（Informatik, Computer Science）
- 網路計算（Internet computing）
- 語言與文字科學（Language and Text Sciences）

### 碩士學程
- 企業管理（Business Administration）
- 計算數學（Computational Mathematics）
- 資訊工程（Computer Science）
- 發展研究（Development Studies）
- 歐洲研究（European Studies）
- 地理、文化與觀光（Geography: Culture, Environment and Tourism）
- 法律（Law)
- 公共政策與政治學（Governance and Public Policy ）
- 歷史學（Historical Sciences）
- 資訊系統（Information Systems）
- 國際文化與經濟（International Cultural and Business Studies）
- 國際經濟與企業（International Economics and Business）
- 新聞及傳播學（Media and Communication）
- 移動和嵌入式系統（Mobile and Embedded Systems）
- 北美洲及拉丁美洲研究（North and Latin American Studies (MANoLAS)）
- 俄羅斯和東中歐研究（Russian and East Central European Studies）
- 文本和文化符號學（Semiotics of Texts and Culture）
- 教育（Teaching and Learning Processes）

## 研究機構
- 歐洲法律中心（Centre for European Law）
- 法律教學法研究中心（Institute for the Didactics of Law）
- 國際和比較法研究中心（Institute of International and Comparative Law）
- 市場與經濟研究中心（Institute of Market and Economic Research）
- 市場調查中心（Centre for Market Research）
- 私人財務規劃研究中心（Institute of Private Financial Planning ）
- 商業，專業培訓和進修應用倫理學研究中心（Institute of Applied Ethics in Business, Professional Training and in Continuing Education）
- 東巴伐利亞地區研究中心（Institute of Eastern Bavaria Area Studies）
- 跨文化傳播研究中心（Institute of Intercultural Communication）
- 跨學科媒體科學研究中心（Institute of Interdisciplinary Media Science）
- 信息系統與軟件工程研究中心（Institute of Information Systems and Software Engineering）
- IT安全與安全法研究中心（Institute of IT Security and Security Law）
- 電腦科學技術應用軟體系統研究中心（Institute of Software Systems in Technical Applications of Computer Science）

## 學術聲望
根據德國時代週報（Zeit）的德國大學排名，帕紹大學法律系2011年在全德國所有公立學校中列為第一名；企業管理系於2011年全德國排名第十二位。

## 國際交流
帕紹大學以其國際化的氛圍而聞名。截至2019年，帕紹大學有來自超過100個國家約1500名學生註冊。與美洲，歐洲，亞洲和澳大利亞約236所大學保持著合作夥伴關係，使在校學生能夠擁有海外學習的機會。夥伴學校包括英國國王學院和斯特林大學，西班牙巴賽隆納自治大學和馬德里自治大學，瑞典的隆德大學，美國加州州立大學弗雷斯諾分校，阿根廷薩爾瓦多大學，智利聖地亞哥大學，加拿大拉瓦爾大學，日本明治大學，中國北京外國語大學、西南財經大學、臺灣成功大學等。

### 引用
1. ↑  . www.uni-passau.de. 2019-11-04  [2019-12-21]. （原始内容存档于2020-10-01） （英语）.
2. ↑  . www.sprachenzentrum.uni-passau.de. 2019-09-10  [2019-12-21]. （原始内容存档于2020-10-23） （德语）.
3. ↑  . passau.moveon4.de.   [2019-12-21]. （原始内容存档于2020-11-30）.